# دهستان جلگه چاه هاشم
دهستان جلگه چاه‌هاشم نام دهستانی در بخش جلگه چاه‌هاشم شهرستان دلگان، استان سیستان و بلوچستان در ایران است. براساس سرشماری مرکز آمار ایران در سال ۱۳۹۵، جمعیت آن ۱۸۰۰۵ نفر (۴۲۷۰ خانوار) بوده‌است.